# Pseudolophoeus
Pseudolophoeus – rodzaj chrząszcza z rodziny sprężykowatych.
Chrząszcz żyje w Afryce, dokładniej w Demokratycznej Republice Konga, Gambii, Ghanie, Gwinei, Gwinei Bissau, Liberii, RPA, Senegalu, Sierra Leone, Wybrzeżu Kości Słoniowej.